# SKF
Pour les articles homonymes, voir SKF (homonymie).
Ne doit pas être confondu avec SK&F
Svenska KullagerFabriken, ou SKF (littéralement « Fabrique suédoise de roulements à billes » en français), est un groupe multinational suédois, leader mondial dans le domaine du roulement mécanique. Son siège social se trouve à Göteborg.
Présent dans plus de 130 pays, SKF emploie plus de 40 000 personnes à travers le monde, pour un chiffre d'affaires de 85,713 milliards de couronnes suédoises en 2018 (soit 8,18 milliards d'euros).

## Activités

### Produits et Services
SKF est un des premiers fournisseurs mondiaux de roulements, joints, composants mécatroniques, de systèmes de lubrification et de services permettant d’améliorer la fiabilité et de garantir la performance des équipements tournants.

### Secteurs d'application
Les solutions SKF sont présentes dans une quarantaine de secteurs industriels tels que le transport automobile, l’aéronautique, le ferroviaire, l’industrie manufacturière, l’agro-alimentaire, le médical, le secteur de l’énergie traditionnelle ou renouvelable, ou l’agriculture. 

## Historique

### Fondation de SKF

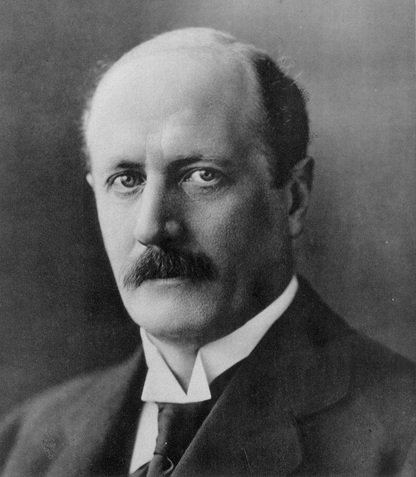
Sven Wingquist (1926).

La société SKF a été fondée en 1907 par l'industriel suédois Axel Carlander et l'ingénieur suédois Sven Gustaf Wingquist, inventeur du roulement à billes sur rotule, dont le brevet fut déposé le 21 mai 1907 sous le nom de roulement à billes radial auto-dressant de multi-rangée, et accordé le 6 juin suivant sous le numéro 25406.
En 1910, l'entreprise employait 325 personnes et possédait une filiale au Royaume-Uni. En 1912, SKF est présente dans 32 pays et en 1930, le nombre d'employés se porte à plus de 21 000 répartis dans douze usines. La plus grande se situait alors à Philadelphie, aux États-Unis d’Amérique. 
Des ingénieurs de l'entreprise créèrent Volvo en 1926 ; faisant partie intégrante de SKF, l'entreprise automobile s'en rendit indépendante à partir de 1935.

### SKF en France
Le premier bureau de vente de roulements SKF en France a ouvert à Levallois en 1908, et la première usine à Bois-Colombes. Son premier directeur, l’ingénieur R. Chéron, a dessiné le logo SKF, qui est toujours le même depuis 1908. 

Roulement radial à double rangée.

La France est désormais l’une des unités les plus importantes du groupe SKF. Comptant plus de 3 000 salariés répartis sur huit sites (dont sept sites de production), la filiale française réalise aujourd’hui un chiffre d'affaires d’un milliard d’euros toutes activités confondues dont 70 % à l’export.

### Groupe SKF
Le groupe emploie près de 45 000 personnes dans le monde en 2017. Le groupe est depuis 2006 organisé en trois divisions : Industrie, Automobile et Service. Sa présence multi sectorielle se retrouve aujourd’hui dans 130 pays, avec 103 sites de production dans 24 pays, et un réseau de 17 000 distributeurs.

## Controverses

### Délits d'entente
En 2014, la commission européenne inflige une amende de 953 millions d'euros à six fournisseurs de roulements dont SKF à hauteur de 315 millions pour entente sur le marché automobile de 2004 à 2011.

### Licenciements
SKF annonce fin janvier 2015 le licenciement de 1 500 personnes dans le monde. SKF en France, a anticipé cette restructuration en regroupant dès 2014 plusieurs activités de production sur le site de Saint-Cyr-sur-Loire. Ainsi, la Solution Factory, basée à Saint-Cyr-sur-Loire (lubrification, joints, serrage, customisation, réparation de broches...) a été inaugurée en octobre 2015.